# Heribert Bogensperger
Heribert Bogensperger (* 26. August 1959 in Knittelfeld) ist ein österreichischer Politiker (ÖVP) und Finanzbeamter. Er ist Bürgermeister der Gemeinde Lobmingtal im Bezirk Murtal und war von 2002 bis 2005 Mitglied des Österreichischen Bundesrates.

## Ausbildung und Beruf
Bogensperger begann seine Schulbildung zwischen 1965 und 1969 an der Volksschule in Großlobming und setzte seine Ausbildung danach an der Allgemeinbildenden höheren Schule in Knittelfeld fort. Er wechselte in der Folge an die Höhere Bundeslehranstalt für Alpenländische Landwirtschaft in Irdning und studierte nach der Matura ab 1980 Agrarökonomie an der Universität für Bodenkultur Wien. 1985 schloss er sein Studium mit dem akademischen Grad Dipl.-Ing. ab, 1986 absolvierte er seinen Präsenzdienst. Beruflich arbeitete Bogensperger in der Folge zwischen 1986 und 1987 an einem Forschungsauftrag für das Bundesministerium für Land- und Forstwirtschaft über Bodenerosion in der Oststeiermark, 1988 wechselte er in den Finanzdienst. Er wurde 1991 Gruppenleiter und Stellvertreter des Technischen Leiters der Bodenschätzung Steiermark in der Finanzlandesdirektion für Steiermark und ist seit 1986 zudem Land- und Forstwirt. Seit 1992 ist er zudem als gerichtlich beeideter Sachverständiger für Immobilien aktiv.

## Politik und Funktionen
Bogensperger engagiert sich auf lokalpolitischer Ebene in der Gemeindepolitik und wurde 1995 zum Gemeinderat in Großlobming gewählt. 1999 stieg er zum Vizebürgermeister auf, 2004 übernahm er das Amt des Bürgermeisters. Innerparteilich ist er zudem seit dem Jahr 2000 als Ortsparteiobmann der Österreichischen Volkspartei Großlobming aktiv, 2002 übernahm er zudem die Funktion des Bezirksparteiobmann der Österreichischen Volkspartei Knittelfeld. Des Weiteren wirkt Bogensperger seit 1997 als Ortsgruppenobmann des Österreichischen Arbeitnehmerinnen- und Arbeitnehmerbundes (ÖAAB) von Großlobming, 2001 übernahm er zudem die Funktion des Bezirksobmanns des ÖAAB Knittelfeld.
Bogensperger war vom 10. Dezember 2002 bis zum 24. Oktober 2005 Mitglied des Bundesrates und Mitglied zahlreicher Ausschüsse des Bundesrates.

## Privates
Bogensperger ist verheiratet und Vater einer Tochter.